# Сернійська культура
Група (культура) Серні (фр. Cerny) — археологічна культурна група кінця раннього неоліту, що існувала на території Франції у другій половині V тис. до Р. Х. (4500 — 4200 рр. до Р. Х.). 
Є перехідною до середнього неоліту.

## Поширення та хронологія
Займала головним чином територію Паризького басейну, де вона змінила культуру Вільнев-Сен-Жермен.
Найранніший варіант культури має назву «Горизонт Серні-Відель», (фр. Cerny-Videlles).
Зникла близько 4200, до Р. Х. розпавшись на низку дрібних локальних варіантів, які незабаром поглинули Шасейсська культура (у південній частині) і Міхельсберзька культура (у північній).

## Характеристика
Характеризується зведенням монументальних огорож-насипів, відомих як «тип Пассі», та монументальних некрополів.
Носії культури розводили велику рогату худобу.
Типовим пам'ятником є «Парк бугаїв» у Серні в департаменті Ессонна.

## Палеогенетика
У геномі неолітичних жителів із Флері-сюр-Орн (Fleury-sur-Orne) у Нормандії переважав компонент анатолійського неоліту. 
У них визначені Y-хромосомні гаплогрупи H2-P96 (H2m, H2*), G2a2a-PF3147, G2a2a1a-PF3177, I2a1a2-M423, I2a1a1b2-L1394 та мітохондріальні гаплогруп і одну U8a1, що сягають європейських мезолітичних мисливців-збирачів. 
Частка індивідів із мезолітичними гаплогрупами відповідає частці генетичного компонента мисливців-збирачів за повногеномними даними 
.